# Mede (település)
Mede (lombardul: Med) település Olaszországban, Lombardia régióban, Pavia megyében. Lakosainak száma 6131 fő (2023. január 1.). Mede Gambarana, Lomello, Sartirana Lomellina, Torre Beretti e Castellaro, Villa Biscossi, Pieve del Cairo, Semiana és Frascarolo községekkel határos.

## Népesség
A település lakossága az elmúlt években az alábbi módon változott:
| Lakosok száma | 6653 | 6576 | 6131 |
|               | 2017 | 2018 | 2023 |